# Daniel Dewavrin
Pour les articles homonymes, voir Dewavrin.
Daniel Dewavrin est un homme d'affaires et responsable patronal français, né le 24 juin 1936 à Boulogne-Billancourt et mort le 21 avril 2024 à Paris. 
Il est le fils du compagnon de la Libération André Dewavrin, alias « Colonel Passy ».

## Biographie
Daniel Dewavrin est ancien élève de l'École polytechnique (X58), ingénieur de l'École nationale supérieure de l'aéronautique, et diplômé du Centre de perfectionnement dans l'administration des affaires et de la Harvard Business School. 
Il fut ingénieur de l'armement au ministère de l'Air avant d'accéder aux plus hauts postes de direction de diverses sociétés,, dont Ratier-Figeac, Luchaire SA (où il fut impliqué dans l'affaire Luchaire en 1987,), Bertrand Faure puis Faurecia après fusion de Bertrand Faure avec ECIA en 1998.
De 1999 à 2006, il fut le président de l'UIMM-Union des industries métallurgiques et minières, la principale fédération de l'organisation patronale MEDEF, un poste de première importance dans l'univers syndical patronal français. Il fut de 2002 à 2005 président du GFI (Groupement des Fédérations Industrielles), puis de 2006 à 2007 président de l'UESL (1% logement).
Il a été de 2006 à 2010 président de l'Association des anciens élèves et diplômés de l'École polytechnique.  
Le 9 avril 2008, Daniel Dewavrin a été placé en garde à vue à la Brigade financière à Paris dans le cadre de l'enquête sur les retraits en liquide des caisses de l'UIMM portant sur près de 20 millions d'euros,. Il a été relaxé le 10 février 2014 par la 11e chambre du tribunal correctionnel.
Courant mars 2008, il avait été assigné en diffamation par Laurence Parisot, la présidente du MEDEF, pour avoir affirmé sur les antennes de Radio France que la présidente du MEDEF était informée de l'existence de ce système de « caisse noire » (système déjà ancien) avant l'été 2007. Laurence Parisot a été déboutée de ce procès.
Il est trésorier du groupe X-Climat.
Il meurt le 21 avril 2024 dans le 8e arrondissement de Paris.

## Décoration
- Commandeur de la Légion d'honneur[15].